# Биралско езеро
Биралското езеро (на гръцки: Λίμνη Περδίκα) е язовир в Кайлярско, Южна Македония, Гърция.

## Местоположение
Язовирът е разположен на 617 m надморска височина  на река Чернево (Биралската река, на гръцки Пердика), южно под Черни връх (702 m), на 2 km западно от Биралци (Пердикас).

## История
Биралското езеро е изградено в 1961 - 1963 година за нуждите на водоснабдяването и водовземането на промишлеността в района на Кайляри (Птолемаида). При пробното пълнене на водоема възникват течове от естественото дъно, които продължават и до днес и достигат 432 000 m3/24 часа в периоди на максимално пълнене. В резултатът на това е изоставено първоначалното предназначение на язовира.
Управлението, наблюдението и охраната на язовира с течение на времето е възлагано на различни агенции и към началото на XXI век е под надзора на Министерството на финансите.
Въпреки дефектната си конструкция язовирът променя топографията на района и създава условия за поява влажна зона с флора и фауна, подобни на тези в околните езерни райони - Руднишкото езеро, Зазерци, Островското езеро и Петърското езеро.

## Описание
Стената на язовира е от типа земен бент с височина 27,50 m и дължина на короната 350 m. Общият капацитет на резервоара е 10 000 000 m3, а общата площ е 1 175 000 m2. Дълъг е 9 km. Притокът е 7-10 m3 /sec в зависимост от валежите през месеците ноември - февруари. Максималният дебит е 37 m3 /s. Минималното количество вода е през юни-септември, поради използването на язовира за напояване.